# Diskografie Davida Guetty
Toto je seznam vydané diskografie francouzského diskžokeje Davida Guetty.

## Alba

### Studiová alba
| Název                                                                                   | Detaily o albu                                                                        | Umístění v hitparádách | Umístění v hitparádách | Umístění v hitparádách | Umístění v hitparádách | Umístění v hitparádách | Umístění v hitparádách | Umístění v hitparádách | Umístění v hitparádách | Umístění v hitparádách | Umístění v hitparádách | Prodeje                                    | Certifikace |
| Název                                                                                   | Detaily o albu                                                                        | FRA                    | AUS                    | AUT                    | BEL (WA)               | GER                    | NLD                    | SWE                    | SWI                    | UK                     | US                     | Prodeje                                    | Certifikace |
| --------------------------------------------------------------------------------------- | ------------------------------------------------------------------------------------- | ---------------------- | ---------------------- | ---------------------- | ---------------------- | ---------------------- | ---------------------- | ---------------------- | ---------------------- | ---------------------- | ---------------------- | ------------------------------------------ | --- |
| Just a Little More Love                                                                 | - Vydáno: 10. června 2002 - Vydavatelství: Virgin                                     | 6                      | —                      | —                      | 43                     | —                      | —                      | —                      | 17                     | —                      | —                      | - US: 4,500                                | - SNEP: 2× Gold |
| Guetta Blaster                                                                          | - Vydáno: 7. června 2004 - Vydavatelství: Virgin                                      | 11                     | —                      | —                      | 29                     | —                      | —                      | —                      | 45                     | —                      | —                      |                                            | - SNEP: Platinum |
| Pop Life                                                                                | - Vydáno: 18. června 2007 - Vydavatelství: Virgin                                     | 2                      | —                      | 31                     | 4                      | —                      | —                      | —                      | 8                      | 44                     | —                      | - US: 18,000                               | - SNEP: Platinum - IFPI SWI: Platinum |
| One Love                                                                                | - Vydáno: 21. srpna 2009 - Vydavatelství: Virgin                                      | 1                      | 4                      | 3                      | 1                      | 2                      | 4                      | 33                     | 2                      | 2                      | 70                     | - US: 90,000                               | - SNEP: Diamond - ARIA: 2× Platinum - BEA: 2× Platinum - BPI: 3× Platinum - BVMI: 5× Gold - IFPI AUT: 2× Platinum - IFPI SWI: 2× Platinum - NVPI: Platinum - MC: 2× Platinum            |
| Nothing but the Beat                                                                    | - Vydáno: 26. srpna 2011 - Vydavatelství: Virgin                                      | 1                      | 3                      | 1                      | 1                      | 1                      | 3                      | 19                     | 1                      | 2                      | 5                      | - FRA: 400,000 - UK: 866,337 - US: 490,000 | - SNEP: Diamond - ARIA: 2× Platinum - BEA: Platinum - BPI: 3× Platinum - BVMI: 3× Platinum - IFPI AUT: 2× Platinum - IFPI SWI: Platinum - MC: 2× Platinum - NVPI: Platinum - RIAA: Gold |
| Listen                                                                                  | - Vydáno: 21. listopadu 2014 - Vydavatelství: What a Music, Parlophone, Atlantic      | 3                      | 11                     | 3                      | 6                      | 3                      | 11                     | 6                      | 2                      | 8                      | 4                      | - CAN: 6,500                               | - SNEP: 2× Platinum - ARIA: Gold - BVMI: Gold - BPI: Platinum - IFPI AUT: Gold - IFPI SWE: 2× Platinum - NVPI: Gold - RIAA: Gold                                                        |
| 7                                                                                       | - Vydáno: 14. září 2018 - Vydavatelství: What a Music, Parlophone, Big Beat, Atlantic | 4                      | 9                      | 7                      | 5                      | 7                      | 9                      | 13                     | 2                      | 9                      | 37                     |                                            | - SNEP: Platinum - BPI: Gold - FIMI: Gold - MC: Gold - RIAA: Gold |
| "—" značí, že se nahrávka neumístila v hitparádách nebo v tomto území ani nebyla vydána |                                                                                       |                        |                        |                        |                        |                        |                        |                        |                        |                        |                        |                                            | |

### Znovuvydaná studiová alba
| Název                          | Detaily                                                                |
| ------------------------------ | ---------------------------------------------------------------------- |
| One More Love                  | - Vydáno: 26. listopadu 2010 - Vydavatelství: Virgin                   |
| Nothing but the Beat 2.0       | - Vydáno: 21. srpna 2012 - Vydavatelství: Virgin                       |
| Nothing but the Beat: Ultimate | - Vydáno: 26. srpna 2012 - Vydavatelství: Virgin                       |
| Listen Again                   | - Vydáno: 27. listopadu 2015 - Vydavatelství: Parlaphone, What a Music |

### Kompilační alba
| Název                                                                                   | Detaily                                                   | Umístění v hitparádách | Umístění v hitparádách | Umístění v hitparádách | Umístění v hitparádách | Umístění v hitparádách | Umístění v hitparádách | Umístění v hitparádách | Umístění v hitparádách |
| Název                                                                                   | Detaily                                                   | FRA                    | AUT                    | BEL (WA)               | ITA                    | SPA                    | SWI                    | UK Comp.               | US Dance               |
| --------------------------------------------------------------------------------------- | --------------------------------------------------------- | ---------------------- | ---------------------- | ---------------------- | ---------------------- | ---------------------- | ---------------------- | ---------------------- | ---------------------- |
| Fuck Me I'm Famous (s Cathy Guetta)                                                     | - Vydáno: 1. července 2003 (FRA) - Vydavatelství: Virgind | —                      | —                      | 39                     | —                      | —                      | 82                     | —                      | —                      |
| Fuck Me I'm Famous Vol. 2 (s Cathy Guetta)                                              | - Vydáno: 18. července 2005 (FRA) - Vydavatelství: Virgin | —                      | —                      | —                      | —                      | —                      | 6                      | —                      | —                      |
| Fuck Me I'm Famous – Ibiza Mix 06 (s Cathy Guetta)                                      | - Vydáno: 26. června 2006 (FRA) - Vydavatelství: Virgin   | —                      | —                      | 62                     | —                      | —                      | —                      | —                      | —                      |
| Fuck Me I'm Famous – Ibiza Mix 08 (s Cathy Guetta)                                      | - Vydáno: 9. června 2008 (FRA) - Vydavatelství: Virgin    | 8                      | —                      | —                      | —                      | —                      | —                      | —                      | —                      |
| Fuck Me I'm Famous – Ibiza Mix 2009 (s Cathy Guetta)                                    | - Vydáno: 12. června 2009 (FRA) - Vydavatelství: Virgin   | —                      | —                      | —                      | —                      | —                      | 9                      | —                      | —                      |
| Fuck Me I'm Famous – Ibiza Mix 2010 (s Cathy Guetta)                                    | - Vydáno: 26. července 2010 (FRA) - Vydavatelství: Virgin | —                      | 19                     | —                      | —                      | 45                     | 6                      | —                      | —                      |
| Fuck Me I'm Famous – Ibiza Mix 2011 (s Cathy Guetta)                                    | - Vydáno: 10. června 2011 (FRA) - Vydavatelství: Virgin   | 3                      | 17                     | —                      | —                      | 39                     | 2                      | —                      | —                      |
| Fuck Me I'm Famous – Ibiza Mix 2012 (s Cathy Guetta)                                    | - Vydáno: 29. června 2012 (DEN) - Vydavatelství: Virgin   | 5                      | 13                     | —                      | —                      | 30                     | —                      | 20                     | 24                     |
| Fuck Me I'm Famous – Ibiza Mix 2013 (s Cathy Guetta)                                    | - Vydáno: 24. června 2013 (DEN) - Vydavatelství: Virgin   | 11                     | —                      | —                      | —                      | 38                     | —                      | —                      | —                      |
| New Year's Eve Party                                                                    | - Vydáno: 15. prosince 2023 - Vydavatelství: Warner       | —                      | —                      | —                      | 37                     | —                      | —                      | —                      | —                      |
| "—" značí, že se nahrávka neumístila v hitparádách nebo v tomto území ani nebyla vydána |                                                           |                        |                        |                        |                        |                        |                        |                        |                        |

### Box sety
| Název                              | Detaily                                                 | Umístění v hitparádách |
| Název                              | Detaily                                                 | FRA                    |
| ---------------------------------- | ------------------------------------------------------- | ---------------------- |
| Pop Life / Guetta Blaster          | - Vydáno: 14. září 2009 (FRA) - Vydavatelství: Virgin   | 135                    |
| Just a Little More Love / Pop Life | - Vydáno: 28. března 2011 (FRA) - Vydavatelství: Virgin | 114                    |
| Original Album Series              | - Vydáno: 20. října 2014 - Vydavatelství:               | —                      |

## Extended play
| Název                        | Detaily                                                 |
| ---------------------------- | ------------------------------------------------------- |
| iTunes Festival: London 2009 | - Vydáno: 20. července 2009 (FRA) - Vydavatelství: EMI  |
| iTunes Festival: London 2012 | - Vydáno: 5. října 2012 (FRA) - Vydavatelství: EMI      |
| Lovers on the Sun            | - Vydáno: 30. června 2014 (FRA) - Vydavatelství: EMI    |
| New Rave (s Morten)          | - Vydáno: 17. července 2020 - Vydavatelství: Parlophone |

## Singly

### Jako hlavní umělec

#### 1990s
| Název                        | Rok  | Album          |
| ---------------------------- | ---- | -------------- |
| "Nation Rap" (se Sidney)     | 1990 | Singly bez alb |
| "Up & Away" (s Robert Owens) | 1994 | Singly bez alb |

#### 2000s
| Název                                                                                   | Rok  | Umístění v hitparádách | Umístění v hitparádách | Umístění v hitparádách | Umístění v hitparádách | Umístění v hitparádách | Umístění v hitparádách | Umístění v hitparádách | Umístění v hitparádách | Umístění v hitparádách | Umístění v hitparádách | Certifikace | Album                                               |
| Název                                                                                   | Rok  | FRA                    | AUS                    | AUT                    | BEL (WA)               | GER                    | NLD                    | SWE                    | SWI                    | UK                     | US                     | Certifikace | Album                                               |
| --------------------------------------------------------------------------------------- | ---- | ---------------------- | ---------------------- | ---------------------- | ---------------------- | ---------------------- | ---------------------- | ---------------------- | ---------------------- | ---------------------- | ---------------------- | --- | --------------------------------------------------- |
| "Just a Little More Love" (feat. Chris Willis)                                          | 2001 | 29                     | —                      | —                      | —                      | —                      | 38                     | —                      | 59                     | 19                     | —                      | | Just a Little More Love                             |
| "Love Don't Let Me Go" (feat. Chris Willis)                                             | 2002 | 4                      | —                      | —                      | 7                      | —                      | 19                     | —                      | 13                     | 46                     | —                      | - SNEP: Gold - BEA: Gold | Just a Little More Love                             |
| "People Come People Go" (feat. Chris Willis)                                            | 2002 | 42                     | —                      | —                      | —                      | —                      | —                      | —                      | 54                     | —                      | —                      | | Just a Little More Love                             |
| "Give Me Something" (feat. Barbara Tucker)                                              | 2002 | —                      | —                      | —                      | —                      | —                      | —                      | —                      | —                      | —                      | —                      | | Just a Little More Love                             |
| "Just for One Day (Heroes)" (vs. David Bowie)                                           | 2003 | 54                     | —                      | —                      | —                      | —                      | —                      | —                      | —                      | 73                     | —                      | | Fuck Me I'm Famous                                  |
| "Money" (feat. Chris Willis a Moné)                                                     | 2004 | 63                     | —                      | —                      | —                      | —                      | —                      | —                      | 52                     | —                      | —                      | | Guetta Blaster                                      |
| "Stay" (feat. Chris Willis)                                                             | 2004 | 18                     | —                      | —                      | 19                     | —                      | —                      | —                      | 82                     | 78                     | —                      | | Guetta Blaster                                      |
| "The World Is Mine" (feat. JD Davis)                                                    | 2004 | 16                     | —                      | —                      | 15                     | —                      | 27                     | —                      | 40                     | 49                     | —                      | | Guetta Blaster                                      |
| "In Love with Myself" (feat. JD Davis)                                                  | 2005 | —                      | —                      | —                      | —                      | —                      | —                      | —                      | 46                     | —                      | —                      | | Guetta Blaster                                      |
| "Love Don't Let Me Go (Walking Away)" (vs. The Egg)                                     | 2006 | 11                     | 32                     | 74                     | 13                     | 50                     | —                      | 25                     | 19                     | 3                      | —                      | - BPI: Silver | Fuck Me I'm Famous – Ibiza Mix 06                   |
| "Love Is Gone" (feat. Chris Willis)                                                     | 2007 | 3                      | —                      | 15                     | 9                      | 36                     | 14                     | 9                      | 11                     | 9                      | 98                     | - SNEP: Silver - IFPI SWI: Gold - BPI: Silver | Pop Life                                            |
| "Baby When the Light" (se Steve Angello feat. Cozi)                                     | 2007 | 6                      | —                      | 62                     | 5                      | 59                     | 15                     | 35                     | 25                     | 50                     | —                      | - SNEP: Gold | Pop Life                                            |
| "Delirious" (feat. Tara McDonald)                                                       | 2008 | 16                     | —                      | 27                     | 2                      | 59                     | 12                     | 51                     | 16                     | —                      | —                      | | Pop Life                                            |
| "Tomorrow Can Wait" (s Chris Willis vs. Tocadisco)                                      | 2008 | 7                      | —                      | 47                     | 19                     | 56                     | 21                     | —                      | 43                     | 84                     | —                      | | Pop Life                                            |
| "Everytime We Touch" (s Chris Willis, Steve Angello a Sebastian Ingrosso)               | 2009 | —                      | —                      | —                      | —                      | —                      | 19                     | —                      | 97                     | 68                     | —                      | | Pop Life                                            |
| "When Love Takes Over" (feat. Kelly Rowland)                                            | 2009 | 2                      | 6                      | 3                      | 1                      | 2                      | 2                      | 2                      | 1                      | 1                      | 76                     | - SNEP: Gold - ARIA: 2× Platinum - IFPI AUT: 2× Platinum - BEA: Gold - BPI: 2× Platinum - BVMI: Platinum - GLF: Gold - IFPI SWI: Platinum - MC: Gold                                | One Love                                            |
| "Sexy Bitch" (feat. Akon)                                                               | 2009 | 1                      | 1                      | 1                      | 1                      | 1                      | 3                      | 2                      | 2                      | 1                      | 5                      | - SNEP: Diamond - ARIA: 5× Platinum - IFPI AUT: Platinum - BEA: Platinum - BPI: 3× Platinum - BVMI: Platinum - GLF: Platinum - IFPI SWI: 4× Platinum - MC: Gold - RIAA: 3× Platinum | One Love                                            |
| "Grrrr"                                                                                 | 2009 | —                      | —                      | —                      | 4                      | —                      | —                      | —                      | —                      | 88                     | —                      | | Fuck Me I'm Famous – Ibiza Mix 2009 a One More Love |
| "One Love" (feat. Estelle)                                                              | 2009 | —                      | 36                     | 20                     | —                      | 18                     | 19                     | —                      | 48                     | 46                     | —                      | | One Love                                            |
| "—" značí, že se nahrávka neumístila v hitparádách nebo v tomto území ani nebyla vydána |      |                        |                        |                        |                        |                        |                        |                        |                        |                        |                        | |                                                     |

#### 2010s
| Název                                                                                    | Rok  | Umístění v hitparádách | Umístění v hitparádách | Umístění v hitparádách | Umístění v hitparádách | Umístění v hitparádách | Umístění v hitparádách | Umístění v hitparádách | Umístění v hitparádách | Umístění v hitparádách | Umístění v hitparádách | Certifikace | Album                               |
| Název                                                                                    | Rok  | FRA                    | AUS                    | AUT                    | BEL (WA)               | GER                    | NLD                    | SWE                    | SWI                    | UK                     | US                     | Certifikace | Album                               |
| ---------------------------------------------------------------------------------------- | ---- | ---------------------- | ---------------------- | ---------------------- | ---------------------- | ---------------------- | ---------------------- | ---------------------- | ---------------------- | ---------------------- | ---------------------- | --- | ----------------------------------- |
| "Memories" (feat. Kid Cudi)                                                              | 2010 | 5                      | 3                      | 2                      | 1                      | 6                      | 4                      | 14                     | 7                      | 15                     | 46                     | - SNEP: Gold - ARIA: 2× Platinum - IFPI AUT: 2× Platinum - BEA: Platinum - BVMI: 3× Platinum - GLF: 2× Platinum - BPI: 2× Platinum - RIAA: Platinum            | One Love                            |
| "Gettin' Over You" (s Chris Willis feat. Fergie a LMFAO)                                 | 2010 | 1                      | 5                      | 4                      | 12                     | 15                     | 21                     | 28                     | 11                     | 1                      | 31                     | - ARIA: 2× Platinum - IFPI AUT: Gold - BVMI: Gold - GLF: Platinum - BPI: Platinum                                                                              | One More Love                       |
| "Who's That Chick?" (feat. Rihanna)                                                      | 2010 | 5                      | 7                      | 4                      | 1                      | 6                      | 6                      | 14                     | 8                      | 6                      | 51                     | - ARIA: 2× Platinum - IFPI AUT: Gold - BEA: Gold - BVMI: Gold - GLF: Platinum - BPI: Platinum                                                                  | One More Love                       |
| "Sweat" (vs. Snoop Dogg)                                                                 | 2011 | 1                      | 1                      | 1                      | 1                      | 2                      | 5                      | 9                      | 2                      | 4                      | —                      | - ARIA: 4× Platinum - IFPI AUT: Platinum - BEA: Gold - BVMI: 3× Gold - GLF: Platinum - IFPI SWI: Platinum - BPI: Gold                                          | Nothing but the Beat                |
| "Where Them Girls At" (feat. Flo Rida a Nicki Minaj)                                     | 2011 | 4                      | 6                      | 3                      | 2                      | 5                      | 28                     | 7                      | 3                      | 3                      | 14                     | - ARIA: 2× Platinum - IFPI AUT: Gold - BEA: Gold - BVMI: 3× Gold - GLF: Gold - IFPI SWI: Platinum - BPI: Platinum - RIAA: Platinum                             | Nothing but the Beat                |
| "Little Bad Girl" (feat. Taio Cruz a Ludacris)                                           | 2011 | 3                      | 15                     | 5                      | 5                      | 5                      | 29                     | 7                      | 7                      | 4                      | 70                     | - ARIA: Platinum - IFPI AUT: Gold - BEA: Gold - BVMI: Gold - IFPI SWI: Gold - BPI: Gold                                                                        | Nothing but the Beat                |
| "Without You" (feat. Usher)                                                              | 2011 | 6                      | 6                      | 5                      | 5                      | 7                      | 6                      | 5                      | 3                      | 6                      | 4                      | - ARIA: 4× Platinum - IFPI AUT: Gold - BEA: Gold - BVMI: Gold - IFPI SWI: Platinum - BPI: Gold - RIAA: 2× Platinum                                             | Nothing but the Beat                |
| "Titanium" (feat. Sia)                                                                   | 2011 | 3                      | 5                      | 3                      | 4                      | 5                      | 2                      | 3                      | 9                      | 1                      | 7                      | - SNEP: Gold - ARIA: 5× Platinum - IFPI AUT: Platinum - BEA: Platinum - BVMI: Platinum - IFPI SWI: 2× Platinum - BPI: 4× Platinum - RIAA: 2× Platinum          | Nothing but the Beat                |
| "Turn Me On" (feat. Nicki Minaj)                                                         | 2011 | 10                     | 3                      | 5                      | 10                     | 6                      | 26                     | 29                     | 6                      | 8                      | 4                      | - ARIA: 3× Platinum - IFPI AUT: Gold - BPI: Platinum - BVMI: Gold - IFPI SWI: 2× Platinum - MC: 3× Platinum - RIAA: 2× Platinum                                | Nothing but the Beat                |
| "The Alphabeat"                                                                          | 2012 | 44                     | —                      | —                      | —                      | 85                     | —                      | —                      | —                      | —                      | —                      | | Nothing but the Beat                |
| "I Can Only Imagine" (feat. Chris Brown a Lil Wayne)                                     | 2012 | 40                     | 47                     | 17                     | —                      | 32                     | —                      | —                      | 15                     | 18                     | 44                     | - ARIA: Gold | Nothing but the Beat                |
| "She Wolf (Falling to Pieces)" (feat. Sia)                                               | 2012 | 4                      | 11                     | 3                      | 5                      | 3                      | 11                     | 6                      | 4                      | 8                      | —                      | - SNEP: Gold - ARIA: 2× Platinum - IFPI AUT: Gold - BEA: Gold - BVMI: Gold - IFPI SWI: Platinum - BPI: Gold                                                    | Nothing but the Beat 2.0            |
| "Just One Last Time" (feat. Taped Rai)                                                   | 2012 | 14                     | —                      | 31                     | 18                     | 45                     | 35                     | —                      | 44                     | 20                     | —                      | | Nothing but the Beat 2.0            |
| "Play Hard" (feat. Ne-Yo a Akon)                                                         | 2013 | 7                      | 16                     | 10                     | 5                      | 8                      | —                      | 8                      | 3                      | 6                      | 64                     | - SNEP: Gold - ARIA: Platinum - IFPI AUT: Gold - BEA: Gold - BPI: Platinum - BVMI: Platinum                                                                    | Nothing but the Beat 2.0            |
| "Ain't a Party" (s Glowinthedark feat. Harrison)                                         | 2013 | 45                     | 76                     | 30                     | —                      | 46                     | —                      | —                      | 57                     | —                      | —                      | | Fuck Me I'm Famous – Ibiza Mix 2013 |
| "Shot Me Down" (feat. Skylar Grey)                                                       | 2014 | 6                      | 3                      | 9                      | 3                      | 13                     | 18                     | 16                     | 6                      | 4                      | —                      | - ARIA: 2× Platinum - BVMI: Gold - MC: Gold - GLF: 2× Platinum - BPI: Silver                                                                                   | Listen                              |
| "Bad" (se Showtek feat. Vassy)                                                           | 2014 | 6                      | 5                      | 15                     | 6                      | 19                     | 13                     | 2                      | 28                     | 22                     | —                      | - ARIA: 2× Platinum - BPI: Gold - GLF: 5× Platinum - MC: Gold - RIAA: Gold                                                                                     | Listen                              |
| "Blast Off" (s Kaz James)                                                                | 2014 | 33                     | —                      | —                      | —                      | —                      | —                      | —                      | —                      | —                      | —                      | | Listen                              |
| "Lovers on the Sun" (feat. Sam Martin)                                                   | 2014 | 5                      | 2                      | 1                      | 4                      | 1                      | 11                     | 4                      | 2                      | 1                      | —                      | - ARIA: Platinum - BVMI: Platinum - GLF: 3× Platinum - IFPI SWI: Platinum - BPI: Platinum                                                                      | Listen                              |
| "Dangerous" (feat. Sam Martin)                                                           | 2014 | 1                      | 7                      | 1                      | 1                      | 1                      | 2                      | 7                      | 1                      | 5                      | 56                     | - ARIA: Platinum - IFPI AUT: Gold - MC: Platinum - BVMI: 3× Gold - GLF: 3× Platinum - IFPI SWI: Platinum - BPI: Gold - RIAA: Gold                              | Listen                              |
| "What I Did for Love" (feat. Emeli Sandé)                                                | 2015 | 30                     | 20                     | 10                     | 35                     | 16                     | 34                     | 58                     | 37                     | 6                      | —                      | - ARIA: Gold - BPI: Platinum - BVMI: Gold - GLF: Gold | Listen                              |
| "Hey Mama" (feat. Nicki Minaj, Bebe Rexha a Afrojack)                                    | 2015 | 6                      | 5                      | 5                      | 9                      | 9                      | 12                     | 6                      | 10                     | 9                      | 8                      | - ARIA: 2× Platinum - BPI: Platinum - GLF: 2× Platinum - IFPI SWI: Platinum - MC: 3× Platinum - NVPI: Platinum - BVMI: Gold - RIAA: 3× Platinum                | Listen                              |
| "Sun Goes Down" (se Showtek feat. Magic! a Sonny Wilson)                                 | 2015 | 37                     | —                      | —                      | —                      | 67                     | —                      | —                      | —                      | —                      | —                      | | Listen                              |
| "Clap Your Hands" (s Glowinthedark)                                                      | 2015 | 166                    | —                      | —                      | —                      | —                      | —                      | —                      | —                      | —                      | —                      | | Listen Again                        |
| "Bang My Head" (feat. Sia a Fetty Wap)                                                   | 2015 | 3                      | 21                     | 16                     | 2                      | 24                     | —                      | 19                     | 26                     | 18                     | 76                     | - SNEP: Diamond - BPI: Platinum - BVMI: Gold - GLF: Platinum - IFPI SWI: Gold - RIAA: Gold                                                                     | Listen Again                        |
| "Listen" (feat. John Legend)                                                             | 2016 | 82                     | —                      | —                      | —                      | 85                     | —                      | —                      | —                      | —                      | —                      | | Listen                              |
| "No Worries" (s Disciples)                                                               | 2016 | —                      | 90                     | —                      | —                      | —                      | —                      | —                      | —                      | —                      | —                      | | Singly bez alb                      |
| "This One's for You" (feat. Zara Larsson)                                                | 2016 | 1                      | 67                     | 2                      | 2                      | 1                      | 7                      | 3                      | 1                      | 16                     | —                      | - SNEP: Diamond - BEA: Platinum - BPI: Gold - IFPI AUT: Gold - BVMI: Gold - IFPI SWI: Gold                                                                     | Singly bez alb                      |
| "Would I Lie to You" (se Cedric Gervais a Chris Willis)                                  | 2016 | 20                     | —                      | 2                      | 30                     | 2                      | —                      | 80                     | 24                     | —                      | —                      | - SNEP: Gold - BVMI: Platinum - IFPI AUT: Gold | Singly bez alb                      |
| "Shed a Light" (s Robin Schulz feat. Cheat Codes)                                        | 2016 | 44                     | 23                     | 7                      | —                      | 6                      | 24                     | 36                     | 19                     | 24                     | —                      | - SNEP: Gold - BPI: Gold - BVMI: Platinum - IFPI AUT: Gold | Uncovered                           |
| "Light My Body Up" (feat. Nicki Minaj a Lil Wayne)                                       | 2017 | 16                     | 29                     | 47                     | —                      | 33                     | —                      | 55                     | 39                     | 64                     | —                      | | Singly bez alb                      |
| "Another Life" (s Afrojack feat. Ester Dean)                                             | 2017 | 115                    | —                      | 73                     | —                      | —                      | —                      | —                      | 65                     | —                      | —                      | | Singly bez alb                      |
| "2U" (feat. Justin Bieber)                                                               | 2017 | 3                      | 2                      | 2                      | 13                     | 3                      | 5                      | 2                      | 2                      | 5                      | 16                     | - SNEP: Platinum - ARIA: 3× Platinum - BEA: Platinum - BPI: Platinum - BVMI: Platinum - IFPI AUT: Gold - IFPI SWI: Platinum - MC: 2× Platinum - RIAA: Platinum | 7                                   |
| "Versace on the Floor" (vs. Bruno Mars)                                                  | 2017 | —                      | 57                     | —                      | 17                     | —                      | —                      | —                      | —                      | 80                     | 56                     | | Singly bez alb                      |
| "Complicated" (s Dimitri Vegas & Like Mike feat. Kiiara)                                 | 2017 | —                      | —                      | 51                     | 6                      | 77                     | —                      | 44                     | 37                     | —                      | —                      | - BEA: Gold - GLF: Gold | Singly bez alb                      |
| "Dirty Sexy Money" (s Afrojack feat. Charli XCX a French Montana)                        | 2017 | 57                     | 18                     | 46                     | 41                     | 46                     | 18                     | 82                     | 52                     | 35                     | —                      | - SNEP: Gold - ARIA: Platinum - BPI: Silver | Singly bez alb                      |
| "So Far Away" (s Martin Garrix feat. Jamie Scott a Romy Dya)                             | 2017 | 109                    | 58                     | 12                     | 28                     | 8                      | 7                      | 30                     | 14                     | 81                     | —                      | - SNEP: Gold - ARIA: Gold - BEA: Gold - BVMI: Platinum - IFPI AUT: Gold - MC: Gold                                                                             | Singly bez alb                      |
| "Helium" (s Afrojack vs. Sia)                                                            | 2018 | —                      | 88                     | 64                     | —                      | —                      | —                      | 61                     | 43                     | —                      | —                      | | Singly bez alb                      |
| "Mad Love" (se Sean Paul feat. Becky G)                                                  | 2018 | 39                     | —                      | 33                     | 30                     | 10                     | 17                     | —                      | 36                     | 22                     | —                      | - SNEP: Platinum - BPI: Silver - BVMI: Gold - MC: Platinum | Mad Love the Prequel                |
| "Like I Do" (s Martin Garrix a Brooks)                                                   | 2018 | 20                     | 73                     | 20                     | —                      | 23                     | 13                     | 15                     | 22                     | 29                     | —                      | - SNEP: Gold - BPI: Silver - BVMI: Gold - IFPI AUT: Gold - MC: Platinum - RIAA: Gold                                                                           | 7                                   |
| "Flames" (se Sia)                                                                        | 2018 | 2                      | 19                     | 7                      | 3                      | 7                      | 2                      | 9                      | 2                      | 7                      | —                      | - SNEP: Diamond - ARIA: 2× Platinum - BEA: Gold - BPI: Platinum - BVMI: Platinum - IFPI AUT: Platinum - IFPI SWI: Gold - MC: Platinum                          | 7                                   |
| "Your Love" (se Showtek)                                                                 | 2018 | 83                     | —                      | —                      | —                      | 70                     | —                      | 32                     | 53                     | —                      | —                      | | Singl bez alb                       |
| "Don't Leave Me Alone" (feat. Anne-Marie)                                                | 2018 | 50                     | 43                     | 26                     | 12                     | 32                     | 22                     | 25                     | 43                     | 18                     | —                      | - SNEP: Gold - ARIA: Platinum - BEA: Gold - BPI: Gold - MC: Gold                                                                                               | 7                                   |
| "Goodbye" (s Jason Derulo feat. Nicki Minaj a Willy William)                             | 2018 | 30                     | 33                     | 57                     | 15                     | 47                     | 10                     | 16                     | 50                     | 26                     | —                      | - SNEP: Gold - ARIA: Platinum - BPI: Silver | 7                                   |
| "Drive" (s Black Coffee feat. Delilah Montagu)                                           | 2018 | —                      | —                      | —                      | —                      | —                      | —                      | —                      | —                      | —                      | —                      | | 7                                   |
| "Ice Cold" (s Netsky)                                                                    | 2018 | —                      | —                      | —                      | —                      | —                      | —                      | —                      | —                      | —                      | —                      | | Singl bez alb                       |
| "Say My Name" (s Bebe Rexha a J Balvin)                                                  | 2018 | 8                      | 70                     | 25                     | 10                     | 30                     | 7                      | 30                     | 14                     | 91                     | —                      | - SNEP: Diamond - BEA: Gold - BPI: Silver - BVMI: Gold - IFPI AUT: Gold - MC: Platinum                                                                         | 7                                   |
| "Better When You're Gone" (s Brooks a Loote)                                             | 2019 | 150                    | —                      | 70                     | 83                     | 59                     | —                      | 49                     | 51                     | —                      | —                      | | Singly bez alb                      |
| "Ring the Alarm" (s Nicky Romero)                                                        | 2019 | —                      | —                      | —                      | —                      | —                      | —                      | —                      | —                      | —                      | —                      | | Singly bez alb                      |
| "This Ain't Techno" (s Tom Staar)                                                        | 2019 | —                      | —                      | —                      | —                      | —                      | —                      | —                      | —                      | —                      | —                      | | Singly bez alb                      |
| "Stay (Don't Go Away)" (feat. Raye)                                                      | 2019 | 155                    | —                      | —                      | 15                     | —                      | —                      | 72                     | —                      | 41                     | —                      | - BPI: Silver | Singly bez alb                      |
| "Instagram" (s Dimitri Vegas & Like Mike a Daddy Yankee feat. Afro Bros a Natti Natasha) | 2019 | 104                    | —                      | 45                     | 36                     | 29                     | 11                     | 99                     | 53                     | —                      | —                      | - BEA: 2× Platinum | Singly bez alb                      |
| "Thing for You" (s Martin Solveig)                                                       | 2019 | —                      | —                      | —                      | —                      | —                      | —                      | —                      | —                      | 89                     | —                      | | Singly bez alb                      |
| "Never Be Alone" (s Morten feat. Aloe Blacc)                                             | 2019 | —                      | —                      | —                      | —                      | —                      | —                      | —                      | 69                     | —                      | —                      | | Singly bez alb                      |
| "Jump" (s Glowinthedark)                                                                 | 2019 | —                      | —                      | —                      | —                      | —                      | —                      | —                      | —                      | —                      | —                      | | Singly bez alb                      |
| "Make It to Heaven" (s Morten a Raye)                                                    | 2019 | —                      | —                      | —                      | 75                     | —                      | —                      | —                      | —                      | —                      | —                      | | Singly bez alb                      |
| "—" značí, že se nahrávka neumístila v hitparádách nebo v tomto území ani nebyla vydána  |      |                        |                        |                        |                        |                        |                        |                        |                        |                        |                        | |                                     |

#### 2020s
| Název | Rok  | Umístění v hitparádách | Umístění v hitparádách | Umístění v hitparádách | Umístění v hitparádách | Umístění v hitparádách | Umístění v hitparádách | Umístění v hitparádách | Umístění v hitparádách | Umístění v hitparádách | Umístění v hitparádách | Certifikace                                                                                                  | Album                                                                  |
| Název | Rok  | FRA                    | AUS                    | AUT                    | BEL (WA)               | GER                    | NLD                    | SWE                    | SWI                    | UK                     | US                     | Certifikace                                                                                                  | Album                                                                  |
| --- | ---- | ---------------------- | ---------------------- | ---------------------- | ---------------------- | ---------------------- | ---------------------- | ---------------------- | ---------------------- | ---------------------- | ---------------------- | --- | ---------------------------------------------------------------------- |
| "Conversations in the Dark" (vs. John Legend)                                                                                            | 2020 | —                      | —                      | —                      | —                      | —                      | —                      | —                      | —                      | —                      | —                      | | Singly bez alb                                                         |
| "Detroit 3 AM" (s Morten) | 2020 | —                      | —                      | —                      | —                      | —                      | —                      | —                      | —                      | —                      | —                      | | Singly bez alb                                                         |
| "Kill Me Slow" (s Morten) | 2020 | —                      | —                      | —                      | —                      | —                      | —                      | —                      | —                      | —                      | —                      | | New Rave                                                               |
| "Pa' La Cultura" (s Human(X) feat. Sofía Reyes, Abraham Mateo, De La Ghetto, Zion & Lennox, Manuel Turizo, Lalo Ebratt, Thalía a Maejor) | 2020 | —                      | —                      | —                      | —                      | —                      | —                      | —                      | —                      | —                      | —                      | | Singly bez alb                                                         |
| "Let's Love" (se Sia) | 2020 | 47                     | —                      | 56                     | 2                      | 30                     | 39                     | —                      | 47                     | 53                     | —                      | - SNEP: Gold - BEA: Gold                                                                                     | Singly bez alb                                                         |
| "Save My Life" (s Morten feat. Lovespeake)                                                                                               | 2020 | —                      | —                      | —                      | —                      | —                      | —                      | —                      | —                      | —                      | —                      | | Singly bez alb                                                         |
| "Dreams" (s Morten feat. Lanie Gardner)                                                                                                  | 2020 | —                      | —                      | —                      | —                      | —                      | —                      | —                      | —                      | —                      | —                      | | Singly bez alb                                                         |
| "Big" (s Rita Ora a Imanbek feat. Gunna)                                                                                                 | 2021 | —                      | —                      | —                      | —                      | 95                     | —                      | —                      | 68                     | 53                     | —                      | | Bang                                                                   |
| "Floating Through Space" (se Sia) | 2021 | 50                     | —                      | 53                     | 21                     | 56                     | —                      | 55                     | 32                     | —                      | —                      | - SNEP: Platinum - IFPI AUT: Gold                                                                            | Music – Songs from and Inspired by the Motion Picture                  |
| "Bed" (s Joel Corry a Raye) | 2021 | 139                    | 20                     | 53                     | 35                     | 34                     | 7                      | 76                     | 43                     | 3                      | —                      | - ARIA: 2× Platinum - BPI: Platinum - BVMI: Gold - IFPI AUT: Gold                                            | Four for the Floor a Another Friday Night                              |
| "Hero" (s Afrojack) | 2021 | 192                    | —                      | —                      | —                      | —                      | 3                      | —                      | —                      | —                      | —                      | | Singly bez alb                                                         |
| "Get Together" | 2021 | —                      | —                      | —                      | —                      | —                      | —                      | —                      | —                      | —                      | —                      | | Singly bez alb                                                         |
| "Heartbreak Anthem" (s Galantis a Little Mix)                                                                                            | 2021 | —                      | 46                     | 53                     | —                      | 57                     | 13                     | 36                     | 51                     | 3                      | —                      | - BPI: 2× Platinum - IFPI AUT: Gold - RIAA: Gold                                                             | Rx                                                                     |
| "Shine Your Light" (s Master KG feat. Akon)                                                                                              | 2021 | —                      | —                      | —                      | 35                     | —                      | —                      | 96                     | —                      | —                      | —                      | | Singly bez alb                                                         |
| "Impossible" (s Morten feat. John Martin)                                                                                                | 2021 | —                      | —                      | —                      | —                      | —                      | —                      | —                      | —                      | —                      | —                      | | Singly bez alb                                                         |
| "Remember" (s Becky Hill) | 2021 | —                      | 34                     | —                      | —                      | —                      | 3                      | 51                     | 96                     | 3                      | —                      | - ARIA: 3× Platinum - BPI: 3× Platinum                                                                       | Only Honest on the Weekend                                             |
| "If You Really Love Me (How Will I Know)" (s MistaJam a John Newman)                                                                     | 2021 | —                      | —                      | 39                     | —                      | 40                     | —                      | —                      | 66                     | 27                     | —                      | - BPI: Gold - IFPI AUT: Gold                                                                                 | Singly bez alb                                                         |
| "Family" (feat. Bebe Rexha/Annalisa/Lune, Ty Dolla Sign a A Boogie wit da Hoodie)                                                        | 2021 | —                      | —                      | ―                      | —                      | ―                      | —                      | —                      | 78                     | ―                      | —                      | | Singly bez alb                                                         |
| "Alive Again" (s Morten a Roland Clark)                                                                                                  | 2021 | —                      | —                      | ―                      | —                      | ―                      | —                      | —                      | ―                      | ―                      | —                      | | Singly bez alb                                                         |
| "Permanence" (s Morten) | 2022 | —                      | —                      | ―                      | —                      | ―                      | —                      | —                      | ―                      | ―                      | —                      | | Singly bez alb                                                         |
| "Redrum" (se Sorana) | 2022 | —                      | —                      | ―                      | —                      | ―                      | 18                     | —                      | ―                      | ―                      | —                      | | Singly bez alb                                                         |
| "Silver Screen (Shower Screen)" (s Felix da Housecat a Miss Kittin)                                                                      | 2022 | —                      | —                      | ―                      | —                      | ―                      | —                      | —                      | ―                      | ―                      | —                      | | Singly bez alb                                                         |
| "Trampoline" (s Afrojack feat. Missy Elliott, Bia a Doechii)                                                                             | 2022 | —                      | —                      | ―                      | —                      | ―                      | —                      | —                      | ―                      | ―                      | —                      | | Singly bez alb                                                         |
| "What Would You Do?" (s Joel Corry a Bryson Tiller)                                                                                      | 2022 | —                      | —                      | ―                      | —                      | ―                      | 13                     | —                      | ―                      | 21                     | —                      | - BPI: Silver                                                                                                | Another Friday Night                                                   |
| "Crazy What Love Can Do" (s Becky Hill a Ella Henderson)                                                                                 | 2022 | 47                     | —                      | 66                     | 13                     | 26                     | 6                      | 57                     | 29                     | 5                      | —                      | - SNEP: Gold - ARIA: Platinum - BPI: 2× Platinum - BVMI: Gold - IFPI AUT: Platinum - MC: Gold                | Only Honest on the Weekend (Deluxe) a Everything I Didn't Say and More |
| "On Repeat" (s Robin Schulz) | 2022 | —                      | —                      | ―                      | —                      | ―                      | —                      | —                      | ―                      | ―                      | —                      | | Pink                                                                   |
| "Don't You Worry" (s Black Eyed Peas a Shakira)                                                                                          | 2022 | 14                     | —                      | 12                     | 24                     | 43                     | 25                     | —                      | 51                     | ―                      | —                      | - SNEP: Gold - IFPI AUT: Gold - IFPI SWI: Gold                                                               | Elevation                                                              |
| "The Drop" (s Dimitri Vegas a Nicole Schezinger feat. Azteck)                                                                            | 2022 | —                      | —                      | ―                      | —                      | ―                      | —                      | —                      | ―                      | ―                      | —                      | | Singly bez alb                                                         |
| "Family Affair (Dance for Me)" | 2022 | 197                    | —                      | ―                      | —                      | ―                      | —                      | —                      | ―                      | ―                      | —                      | | Singly bez alb                                                         |
| "Take Me Back" (s Lewis Thompson) | 2022 | —                      | —                      | ―                      | —                      | ―                      | —                      | —                      | ―                      | ―                      | —                      | | Singly bez alb                                                         |
| "I'm Good (Blue)" (s Bebe Rexha) | 2022 | 4                      | 1                      | 1                      | 1                      | 1                      | 1                      | 1                      | 2                      | 1                      | 4                      | - SNEP: Gold - ARIA: 4× Platinum - BPI: 2× Platinum - BVMI: 3× Gold - IFPI AUT: 3× Platinum - RIAA: Platinum | Bebe                                                                   |
| "Living Without You" (se Sigala a Sam Ryder)                                                                                             | 2022 | —                      | —                      | ―                      | —                      | ―                      | —                      | —                      | ―                      | 48                     | —                      | | There's Nothing but Space, Man! a Every Cloud – Silver Linings         |
| "It's Ours" (s Artbat a Idris Elba) | 2022 | —                      | —                      | ―                      | —                      | ―                      | —                      | —                      | ―                      | ―                      | —                      | | Singly bez alb                                                         |
| "You Can't Change Me" (s Morten feat. Raye)                                                                                              | 2022 | —                      | —                      | ―                      | —                      | ―                      | —                      | —                      | ―                      | ―                      | —                      | | Singly bez alb                                                         |
| "Damn (You've Got Me Saying)" (s Galantis a MNEK)                                                                                        | 2022 | —                      | —                      | ―                      | —                      | ―                      | —                      | —                      | ―                      | ―                      | —                      | | Rx                                                                     |
| "Vibra" (s Anuel AA) | 2022 | —                      | ―                      | —                      | ―                      | —                      | —                      | ―                      | ―                      | —                      | ―                      | | LLNM2                                                                  |
| "Saturday/Sunday" (s Jason Derulo) | 2023 | —                      | ―                      | —                      | ―                      | —                      | —                      | ―                      | ―                      | —                      | ―                      | | Singly bez alb                                                         |
| "The Freaks" (s Marten Hørger) | 2023 | —                      | ―                      | —                      | ―                      | —                      | —                      | ―                      | ―                      | —                      | ―                      | | Singly bez alb                                                         |
| "Here We Go Again" (s Oliver Tree) | 2023 | —                      | ―                      | —                      | ―                      | —                      | —                      | ―                      | 99                     | —                      | ―                      | | Singly bez alb                                                         |
| "Baby Don't Hurt Me" (s Anne-Marie a Coi Leray)                                                                                          | 2023 | 20                     | 67                     | 13                     | 4                      | 9                      | 8                      | 39                     | 6                      | 13                     | 48                     | - ARIA: Platinum - BPI: Platinum - BVMI: Gold - IFPI AUT: Platinum                                           | Super Unhealthy                                                        |
| "Be My Lover" (s Hypaton a La Bouche) | 2023 | 152                    | ―                      | ―                      | ―                      | ―                      | ―                      | ―                      | ―                      | ―                      | ―                      | | Singly bez alb                                                         |
| "Live Without Love" (se Shouse) | 2023 | —                      | ―                      | —                      | ―                      | —                      | —                      | ―                      | ―                      | —                      | ―                      | | Singly bez alb                                                         |
| "Lost in the Rhythm" (s Morten) | 2023 | —                      | ―                      | —                      | ―                      | —                      | —                      | ―                      | ―                      | —                      | ―                      | | Singly bez alb                                                         |
| "Where You Want" (s Riton a Jozzy) | 2023 | —                      | ―                      | —                      | ―                      | —                      | —                      | ―                      | ―                      | —                      | ―                      | | Singly bez alb                                                         |
| "She Knows" (s Dimitri Vegas & Like Mike, Afro Bros a Akon)                                                                              | 2023 | —                      | ―                      | —                      | ―                      | —                      | —                      | ―                      | ―                      | —                      | ―                      | | Singly bez alb                                                         |
| "Something to Hold On To" (s Morten a Clementine Douglas)                                                                                | 2023 | —                      | ―                      | —                      | ―                      | —                      | —                      | ―                      | ―                      | —                      | ―                      | | Singly bez alb                                                         |
| "One in a Million" (s Bebe Rexha) | 2023 | —                      | ―                      | —                      | 27                     | —                      | 13                     | ―                      | ―                      | 79                     | ―                      | | Singly bez alb                                                         |
| "On My Love" (se Zara Larsson) | 2023 | 44                     | ―                      | —                      | ―                      | 80                     | —                      | 3                      | 56                     | 15                     | ―                      | - GLF: Gold - BPI: Gold                                                                                      | Venus                                                                  |
| "Big FU" (feat. Ayra Starr a Lil Durk)                                                                                                   | 2023 | —                      | ―                      | —                      | ―                      | —                      | —                      | ―                      | ―                      | —                      | ―                      | | Singly bez alb                                                         |
| "When We Were Young (The Logical Song)" (s Kim Petras)                                                                                   | 2023 | 45                     | ―                      | 62                     | 8                      | 29                     | 5                      | 87                     | 32                     | 51                     | ―                      | - BPI: Silver                                                                                                | Singly bez alb                                                         |
| "Vocation" (s Ozuna) | 2023 | —                      | —                      | —                      | —                      | —                      | —                      | —                      | —                      | —                      | ―                      | | Singly bez alb                                                         |
| "All Night Long" (s Kungs a Izzy Bizu)                                                                                                   | 2024 | 118                    | —                      | ―                      | —                      | ―                      | —                      | —                      | ―                      | ―                      | —                      | | Singly bez alb                                                         |
| "Down" (s Jason Derulo) | 2024 | —                      | —                      | —                      | —                      | —                      | —                      | —                      | —                      | —                      | —                      | | Nu King                                                                |
| "Lighter" (s Galantis a 5 Seconds of Summer)                                                                                             | 2024 | —                      | —                      | —                      | —                      | —                      | 31                     | —                      | —                      | 78                     | ―                      | | Rx                                                                     |
| "The Future Is Now" (s Morten) | 2024 | —                      | —                      | —                      | —                      | —                      | ―                      | —                      | —                      | ―                      | ―                      | | Singly bez alb                                                         |
| "The Truth" (s Morten) | 2024 | —                      | —                      | —                      | —                      | —                      | ―                      | —                      | —                      | ―                      | ―                      | | Singly bez alb                                                         |
| "I Don't Wanna Wait" (s OneRepublic) | 2024 | 13                     | 57                     | 15                     | 4                      | 10                     | 6                      | 12                     | 7                      | 19                     | 96                     | - SNEP: Gold - ARIA: Platinum - BPI: Gold                                                                    | Artificial Paradise (deluxe)                                           |
| "Feeling Good" (s Hypaton) | 2024 | —                      | —                      | —                      | —                      | —                      | ―                      | —                      | —                      | ―                      | ―                      | | Singly bez alb                                                         |
| "Kill the Vibe" (s Morten a Prophecy) | 2024 | —                      | —                      | —                      | —                      | —                      | ―                      | —                      | —                      | ―                      | ―                      | | Singly bez alb                                                         |
| "In the Dark" (s Armin van Buuren feat. Aldae)                                                                                           | 2024 | —                      | —                      | —                      | —                      | —                      | ―                      | —                      | —                      | —                      | ―                      | | Singly bez alb                                                         |
| "Switch" (se Cedric Gervais) | 2024 | —                      | —                      | —                      | —                      | —                      | ―                      | —                      | —                      | —                      | ―                      | | Singly bez alb                                                         |
| "Chills (Feel My Love)" (s Oliver Heldens a Fast Boy)                                                                                    | 2024 | —                      | —                      | —                      | —                      | —                      | ―                      | —                      | —                      | —                      | ―                      | | Singly bez alb                                                         |
| "Raving" (s Afrojack) | 2024 | —                      | —                      | —                      | —                      | —                      | ―                      | —                      | —                      | —                      | ―                      | | Singly bez alb                                                         |
| "Cry Baby" (s Clean Bandit a Anne-Marie)                                                                                                 | 2024 | —                      | —                      | —                      | —                      | —                      | ―                      | 95                     | —                      | 49                     | ―                      | | bude oznámeno                                                          |
| "Never Going Home Tonight" (s Alesso a Madison Love)                                                                                     | 2024 | 125                    | —                      | —                      | 23                     | —                      | 12                     | —                      | 77                     | —                      | ―                      | | Singly bez alb                                                         |
| "Forever Young" (s Alphaville a Ava Max)                                                                                                 | 2024 | 38                     | —                      | 36                     | 12                     | 10                     | 7                      | —                      | 34                     | —                      | 90                     | | Singly bez alb                                                         |
| "Supernova Love" (s Ive) | 2024 | —                      | —                      | —                      | —                      | —                      | —                      | —                      | —                      | —                      | ―                      | | Singly bez alb                                                         |
| "Home" (s Kiko a Olivier Giacomotto) | 2024 | —                      | —                      | —                      | —                      | —                      | —                      | —                      | —                      | —                      | ―                      | | Singly bez alb                                                         |
| "Night In Detroit" (s Morten a Fedde Le Grand)                                                                                           | 2024 | —                      | —                      | —                      | —                      | —                      | —                      | —                      | —                      | —                      | ―                      | | Singly bez alb                                                         |
| "My Life" (se Steve Aoki, Swae Lee a PnB Rock)                                                                                           | 2025 | —                      | —                      | —                      | —                      | —                      | —                      | —                      | —                      | —                      | —                      | | Singly bez alb                                                         |
| "Shout" (s Nicky Romero) | 2025 | —                      | —                      | —                      | —                      | —                      | —                      | —                      | —                      | —                      | —                      | | Singly bez alb                                                         |
| "Beautiful People" (se Sia) | 2025 | 85                     | —                      | —                      | 13                     | 48                     | 11                     | —                      | 40                     | 56                     | —                      | | Singly bez alb                                                         |
| "Cuentale" (s Willy William a Nicky Jam)                                                                                                 | 2025 | —                      | —                      | —                      | —                      | —                      | —                      | —                      | —                      | —                      | —                      | | Singly bez alb                                                         |
| "Think of Me" (s Hugel, Kehlani a Daecolm)                                                                                               | 2025 | —                      | —                      | —                      | —                      | 79                     | —                      | —                      | —                      | —                      | —                      | | Singly bez alb                                                         |
| "A Better World" (se Cedric Gervais) | 2025 | —                      | —                      | —                      | —                      | —                      | —                      | —                      | —                      | —                      | —                      | | Singly bez alb                                                         |
| "Lighter" (s A7S a Wizkid) | 2025 | —                      | —                      | —                      | —                      | —                      | —                      | —                      | —                      | —                      | —                      | | Singly bez alb                                                         |
| "Together" (s Hypaton a Bonnie Tyler) | 2025 | —                      | —                      | —                      | —                      | —                      | —                      | —                      | —                      | —                      | —                      | | Singly bez alb                                                         |
| "Our Time" (s Afrojack, Martin Garrix a Amél)                                                                                            | 2025 | —                      | —                      | —                      | —                      | —                      | —                      | —                      | —                      | —                      | —                      | | Singly bez alb                                                         |
| "Pum Pum" (s Dimitri Vegas a Loreen) | 2025 | —                      | —                      | —                      | —                      | —                      | —                      | —                      | —                      | —                      | —                      | | Singly bez alb                                                         |
| "Things I Haven't Told You" (s Audio Bullys, DJs from Mars)                                                                              | 2025 | —                      | —                      | —                      | —                      | —                      | —                      | —                      | —                      | —                      | —                      | | Singly bez alb                                                         |
| "—" značí, že se nahrávka neumístila v hitparádách nebo v tomto území ani nebyla vydána                                                  |      |                        |                        |                        |                        |                        |                        |                        |                        |                        |                        | |                                                                        |

### Jako Jack Back
| "Wild One Two" (feat. David Guetta, Nicky Romero a Sia)                                 | 2012 | 5 | 43 | 65 | Nothing but the Beat 2.0             |
| "Reach for Me"                                                                          | 2018 | — | —  | —  | 7                                    |
| "(It Happens) Sometimes"                                                                | 2018 | — | —  | —  | Singl bez alb                        |
| "Grenade"                                                                               | 2018 | — | —  | —  | 7                                    |
| "2000 Freaks Come Out" (vs. Cevin Fisher)                                               | 2019 | — | —  | —  | Singl bez alb                        |
| "Survivor"                                                                              | 2019 | — | —  | —  | Survivor / Put Your Phone Down (Low) |
| "Put Your Phone Down (Low)"                                                             | 2019 | — | —  | —  | Survivor / Put Your Phone Down (Low) |
| "Body Beat" (s Tom Staar)                                                               | 2020 | — | —  | —  | Singly bez alb                       |
| "Superstar DJ"                                                                          | 2020 | — | —  | —  | Singly bez alb                       |
| "I've Been Missing You" (s Guz a Ferreck Dawn)                                          | 2021 | — | —  | —  | Singly bez alb                       |
| "Supercycle" (se Citizen Kain a Kiko)                                                   | 2021 | — | —  | —  | Singly bez alb                       |
| "Give Me Something to Hold" (s Themba)                                                  | 2024 | — | —  | —  | Singly bez alb                       |
| "Freedom 2024" (se CeCe Rogers)                                                         | 2024 | — | —  | —  | Singly bez alb                       |
| "—" značí, že se nahrávka neumístila v hitparádách nebo v tomto území ani nebyla vydána |      |   |    |    |                                      |

### Jako vedlejší umělec
| Název                                                                                   | Rok  | Umístění v hitparádách | Umístění v hitparádách | Umístění v hitparádách | Umístění v hitparádách | Umístění v hitparádách | Umístění v hitparádách | Umístění v hitparádách | Umístění v hitparádách | Umístění v hitparádách | Umístění v hitparádách | Certifikace | Album                        |
| Název                                                                                   | Rok  | FRA                    | AUS                    | AUT                    | BEL (WA)               | GER                    | NLD                    | SWE                    | SWI                    | UK                     | US                     | Certifikace | Album                        |
| --------------------------------------------------------------------------------------- | ---- | ---------------------- | ---------------------- | ---------------------- | ---------------------- | ---------------------- | ---------------------- | ---------------------- | ---------------------- | ---------------------- | ---------------------- | --- | ---------------------------- |
| "Wavin' Flag" (Celebration Mix) (K'naan feat. will.i.am a David Guetta)                 | 2010 | —                      | —                      | —                      | —                      | —                      | —                      | —                      | —                      | —                      | —                      | | Troubadour: Champion Edition |
| "Commander" (Kelly Rowland feat. David Guetta)                                          | 2010 | —                      | —                      | 23                     | —                      | 16                     | 33                     | 26                     | 46                     | 9                      | —                      | - BPI: Gold | Here I Am                    |
| "Club Can't Handle Me" (Flo Rida feat. David Guetta)                                    | 2010 | 72                     | 3                      | 3                      | 4                      | 4                      | 2                      | 11                     | 3                      | 1                      | 9                      | - RIAA: 3× Platinum - ARIA: 3× Platinum - BPI: 2× Platinum - BVMI: 3× Gold - IFPI SWI: Platinum - MC: 3× Platinum | Only One Flo (Part 1)        |
| "Wild One Two" (Jack Back feat. David Guetta, Nicky Romero a Sia)                       | 2012 | —                      | 5                      | 43                     | —                      | 65                     | —                      | —                      | —                      | 171                    | —                      | | Nothing but the Beat 2.0     |
| "LaserLight" (Jessie J feat. David Guetta)                                              | 2012 | —                      | 48                     | —                      | —                      | —                      | —                      | —                      | —                      | 5                      | —                      | - ARIA: Gold - BPI: Silver                                                                                        | Who You Are                  |
| "Rest of My Life" (Ludacris feat. Usher a David Guetta)                                 | 2012 | 152                    | 16                     | 25                     | —                      | 32                     | —                      | —                      | 42                     | 41                     | 72                     | - ARIA: Platinum - RIANZ: Gold                                                                                    | Rychle a zběsile 6           |
| "Right Now" (Rihanna feat. David Guetta)                                                | 2013 | 31                     | 39                     | 25                     | 37                     | 43                     | 28                     | 25                     | 32                     | 36                     | 50                     | - ARIA: Gold - IFPI SWE: Platinum - RIAA: Gold                                                                    | Unapologetic                 |
| "—" značí, že se nahrávka neumístila v hitparádách nebo v tomto území ani nebyla vydána |      |                        |                        |                        |                        |                        |                        |                        |                        |                        |                        | |                              |

## Promo singly
| Název                                                                                   | Rok  | Umístění v hitparádách | Umístění v hitparádách | Umístění v hitparádách | Umístění v hitparádách | Umístění v hitparádách | Umístění v hitparádách | Umístění v hitparádách | Umístění v hitparádách | Umístění v hitparádách | Certifikace     | Album                               |
| Název                                                                                   | Rok  | FRA                    | AUS                    | AUT                    | CAN                    | GER                    | SWE                    | SWI                    | UK                     | US                     | Certifikace     | Album                               |
| --------------------------------------------------------------------------------------- | ---- | ---------------------- | ---------------------- | ---------------------- | ---------------------- | ---------------------- | ---------------------- | ---------------------- | ---------------------- | ---------------------- | --------------- | ----------------------------------- |
| "Time" (feat. Chris Willis)                                                             | 2004 | —                      | —                      | —                      | —                      | —                      | —                      | —                      | —                      | —                      |                 | Guetta Blaster                      |
| "Get Up" (feat. Chris Willis)                                                           | 2004 | —                      | —                      | —                      | —                      | —                      | —                      | —                      | —                      | —                      |                 | Guetta Blaster                      |
| "Gettin' Over" (feat. Chris Willis)                                                     | 2009 | —                      | —                      | —                      | —                      | —                      | —                      | —                      | 86                     | —                      | - BPI: Platinum | One Love                            |
| "I Wanna Go Crazy" (feat. will.i.am)                                                    | 2009 | —                      | —                      | —                      | 83                     | —                      | —                      | —                      | 92                     | —                      |                 | One Love                            |
| "Louder than Words" (s Afrojack feat. Niles Mason)                                      | 2010 | —                      | —                      | 35                     | —                      | 39                     | —                      | —                      | —                      | —                      |                 | Fuck Me I'm Famous – Ibiza Mix 2010 |
| "Lunar" (s Afrojack)                                                                    | 2011 | 50                     | —                      | 58                     | —                      | 84                     | —                      | —                      | 90                     | —                      |                 | Nothing but the Beat                |
| "Night of Your Life" (feat. Jennifer Hudson)                                            | 2011 | 27                     | 37                     | 7                      | 30                     | 12                     | 31                     | 24                     | 35                     | 81                     |                 | Nothing but the Beat                |
| "Metropolis" (s Nicky Romero)                                                           | 2012 | 41                     | —                      | —                      | —                      | —                      | —                      | —                      | —                      | —                      |                 | Nothing but the Beat 2.0            |
| "Freedom" (se CeCe Rogers)                                                              | 2018 | —                      | —                      | —                      | —                      | —                      | —                      | —                      | —                      | —                      |                 | 7                                   |
| "—" značí, že se nahrávka neumístila v hitparádách nebo v tomto území ani nebyla vydána |      |                        |                        |                        |                        |                        |                        |                        |                        |                        |                 |                                     |

## Další umístěné písně
| "How Soon Is Now" (se Sebastian Ingrosso a Dirty South feat. Julie McKnight)            | 2009 | —   | —  | —  | —  | 52 | —  | —  | —  | One Love             |
| "On the Dancefloor" (feat. will.i.am a apl.de.ap)                                       | 2009 | —   | —  | 24 | —  | —  | —  | —  | —  | One Love             |
| "Missing You" (feat. Novel)                                                             | 2009 | 85  | —  | —  | —  | —  | —  | —  | —  | One Love             |
| "Crank It Up" (feat. Akon)                                                              | 2011 | 64  | 49 | —  | 43 | —  | —  | 96 | —  | Nothing but the Beat |
| "Sunshine" (s Avicii)                                                                   | 2011 | —   | —  | —  | —  | 59 | —  | —  | —  | Nothing but the Beat |
| "The Whisperer" (feat. Sia)                                                             | 2014 | 96  | —  | —  | —  | —  | —  | —  | —  | Listen               |
| "Goodbye Friend" (feat. The Script)                                                     | 2014 | 142 | —  | —  | 93 | —  | —  | —  | 45 | Listen               |
| "I'll Keep Loving You" (feat. Jaymes Young a Birdy)                                     | 2014 | 144 | —  | —  | 96 | —  | —  | —  | 39 | Listen               |
| "Lift Me Up" (feat. Nico & Vinz a Ladysmith Black Mambazo)                              | 2014 | 157 | —  | —  | —  | —  | —  | —  | 41 | Listen               |
| "No Money No Love" (se Showtek feat. Elliphant a Ms. Dynamite)                          | 2014 | 159 | —  | —  | 94 | —  | —  | —  | —  | Listen               |
| "Battle" (feat. Faouzia)                                                                | 2018 | —   | —  | —  | —  | —  | 80 | —  | 26 | 7                    |
| "—" značí, že se nahrávka neumístila v hitparádách nebo v tomto území ani nebyla vydána |      |     |    |    |    |    |    |    |    |                      |

## Spolu umělec
| Název                   | Rok  | Umělec                                                                        | Album                                   |
| ----------------------- | ---- | ----------------------------------------------------------------------------- | --------------------------------------- |
| "Everything Wonderful"  | 2010 | The Black Eyed Peas feat. David Guetta                                        | The Beginning                           |
| "Something for the DJs" | 2011 | Pitbull feat. Afrojack a David Guetta                                         | Planet Pit                              |
| "Voodoo"                | 2018 | Stargate a Los Unidades feat. Tiwa Savage, Wizkid, Danny Ocean a David Guetta | Global Citizen EP                       |
| "Make My Day"           | 2023 | Coi Leray a David Guetta                                                      | Coi                                     |
| "If It's Okay"          | 2024 | Nicki Minaj, Davido a David Guetta                                            | The Pinkprint Tenth Anniversary Edition |

## Videoklipy

### Jako hlavní umělec
| Název                                                                              | Rok  | Režisér                            |
| ---------------------------------------------------------------------------------- | ---- | ---------------------------------- |
| "Nation Rap" (se Sidney)                                                           | 1991 | žádné                              |
| "Just a Little More Love" (feat. Chris Willis)                                     | 2001 | Jean-Charles Carré                 |
| "Love Don't Let Me Go" (feat. Chris Willis)                                        | 2002 | Olivier Boscovitch, Vincent Renaud |
| "People Come People Go" (feat. Chris Willis)                                       | 2002 | Don Cameron                        |
| "Just for One Day (Heroes)" (vs. David Bowie)                                      | 2003 | Richard Fenwick                    |
| "Money" (feat. Chris Willis a Moné)                                                | 2004 | Nathalie Canguilhem                |
| "Stay" (feat. Chris Willis)                                                        | 2004 | Frédéric Grivois                   |
| "The World Is Mine" (feat. JD Davis)                                               | 2004 | Stuart Gosling                     |
| "Love Don't Let Me Go (Walking Away)" (vs. The Egg)                                | 2006 | Marcus Adams                       |
| "Love Is Gone" (feat. Chris Willis)                                                | 2007 | Denis Thybaud                      |
| "Baby When the Light" (feat. Cozi)                                                 | 2007 | Denis Thybaud                      |
| "Delirious" (feat. Tara McDonald)                                                  | 2008 | Denis Thybaud                      |
| "Tomorrow Can Wait" (s Chris Willis vs. Tocadisco)                                 | 2008 | Denis Thybaud                      |
| "Everytime We Touch" (s Chris Willis, Steve Angello a Sebastian Ingrosso)          | 2009 | Denis Thybaud                      |
| "When Love Takes Over" (feat. Kelly Rowland)                                       | 2009 | Jonas Åkerlund                     |
| "Sexy Bitch" (feat. Akon)                                                          | 2009 | Stephen Schuster                   |
| "One Love" (feat. Estelle)                                                         | 2009 | Little X                           |
| "Memories" (feat. Kid Cudi)                                                        | 2010 | Keith Schofield                    |
| "Gettin' Over You" (s Chris Willis feat. Fergie a LMFAO)                           | 2010 | Rich Lee                           |
| "Who's That Chick?" (feat. Rihanna)                                                | 2010 | Jonas Åkerlund                     |
| "Sweat" (vs. Snoop Dogg)                                                           | 2011 | Dylan Brown                        |
| "Where Them Girls At" (feat. Flo Rida a Nicki Minaj)                               | 2011 | Dave Meyers                        |
| "Little Bad Girl" (feat. Taio Cruz a Ludacris)                                     | 2011 | Dave Meyers                        |
| "Without You" (feat. Usher)                                                        | 2011 | Christopher Hewitt                 |
| "Titanium" (feat. Sia)                                                             | 2011 | David Wilson                       |
| "Turn Me On" (feat. Nicki Minaj)                                                   | 2012 | Sanji                              |
| "The Alphabeat"                                                                    | 2012 | So Me                              |
| "I Can Only Imagine" (feat. Chris Brown a Lil Wayne)                               | 2012 | Colin Tilley                       |
| "She Wolf (Falling to Pieces)" (feat. Sia)                                         | 2012 | Hiro Murai                         |
| "Metropolis" (s Nicky Romero)                                                      | 2012 | Mr. Brainwash                      |
| "Just One Last Time" (feat. Taped Rai)                                             | 2012 | Colin Tilley                       |
| "Play Hard" (feat. Ne-Yo a Akon)                                                   | 2013 | Andreas Nilsson                    |
| "One Voice" (feat. Mikky Ekko)                                                     | 2013 | Michael Jurkovac                   |
| "Lovers on the Sun" (feat. Sam Martin)                                             | 2014 | Marc Klasfeld                      |
| "Dangerous" (feat. Sam Martin)                                                     | 2014 | Jonas Åkerlund                     |
| "Hey Mama" (feat. Nicki Minaj, Bebe Rexha a Afrojack)                              | 2015 | žádné                              |
| "Flames" (se Sia)                                                                  | 2018 | Lior Molcho                        |
| "Don't Leave Me Alone" (feat. Anne-Marie)                                          | 2018 | Hannah Lux-Davies                  |
| "Say My Name"(s Bebe Rexha a J Balvin)                                             | 2018 | Hannah Lux-Davies                  |
| "Stay (Don't Go Away)" (feat. Raye)                                                | 2019 | Ethan Lader                        |
| "Instagram" (s Dimitri Vegas & Like Mike, Daddy Yankee, Afro Bros & Natti Natasha) | 2019 | neznámé                            |
| "Let's Love" (se Sia)                                                              | 2020 | Ethan Lader                        |
| "Dreams" (s Morten, feat. Lanie Gardner)                                           | 2020 | Courtney Phillips                  |
| "Big" (s Rita Ora a Imanbek, feat. Gunna)                                          | 2021 | neznámé                            |
| "Floating Through Space" (se Sia)                                                  | 2021 | Lior Molcho                        |
| "Bed" (s Joel Corry a Raye)                                                        | 2021 | Elliott Simpson                    |
| "Hero" (s Afrojack)                                                                | 2021 | neznámé                            |
| "Heartbreak Anthem" (s Galantis a Little Mix)                                      | 2021 | Samuel Douek                       |
| "If You Really Love Me (How Will I Know)" (s John Newman a MistaJam)               | 2021 | Samuel Douek                       |
| "Remember" (s Becky Hill)                                                          | 2021 | Carly Cussan                       |
| "Crazy What Love Can Do" (s Becky Hill a Ella Henderson)                           | 2022 | Michael Holyk                      |

### Jako vedlejší umělec
| Název                                                                   | Rok  | Režisér          |
| ----------------------------------------------------------------------- | ---- | ---------------- |
| "Wavin' Flag" (Celebration Mix) (K'naan feat. will.i.am a David Guetta) | 2010 | Nabil            |
| "Commander" (Kelly Rowland feat. David Guetta)                          | 2010 | Masashi Muto     |
| "Club Can't Handle Me" (Flo Rida feat. David Guetta)                    | 2010 | Marc Klasfeld    |
| "LaserLight" (Jessie J feat. David Guetta)                              | 2012 | Emil Nava        |
| "Rest of My Life" (Ludacris feat. Usher a David Guetta)                 | 2012 | Christopher Sims |

### Spolu umělec
| Název                             | Rok  | Umělec | Režisér          | Reference |
| --------------------------------- | ---- | ------ | ---------------- | --------- |
| "Imagine" (UNICEF: World version) | 2014 | různé  | Michael Jurkovac | [ 229 ]   |